# Pont de l'île Rousski
Le pont de l'île Rousski (en russe : Русский мост, Rousski most) est un pont à haubans de 1 104 m qui relie la ville de Vladivostok à l'île Rousski (kraï du Primorie, Russie).

## Histoire
Ce pont ainsi que le pont du Zolotoï Rog et le pont surbaissé furent construits dans le cadre d'un programme visant à préparer la ville de Vladivostok pour le sommet de l'APEC (Coopération économique pour l'Asie-Pacifique) en 2012. Le projet consistait à créer une liaison autoroutière entre l'aéroport de Knevitchi et l'île Rousski, où devait se tenir le sommet APEC.
L'île n'est pourtant peuplée que de 5 000 habitants, ce qui rend la construction de ce pont surprenante, la somme engagée étant très importante eu égard au service rendu. Le pont est ainsi souvent qualifié d'« éléphant blanc ».

## Informations techniques

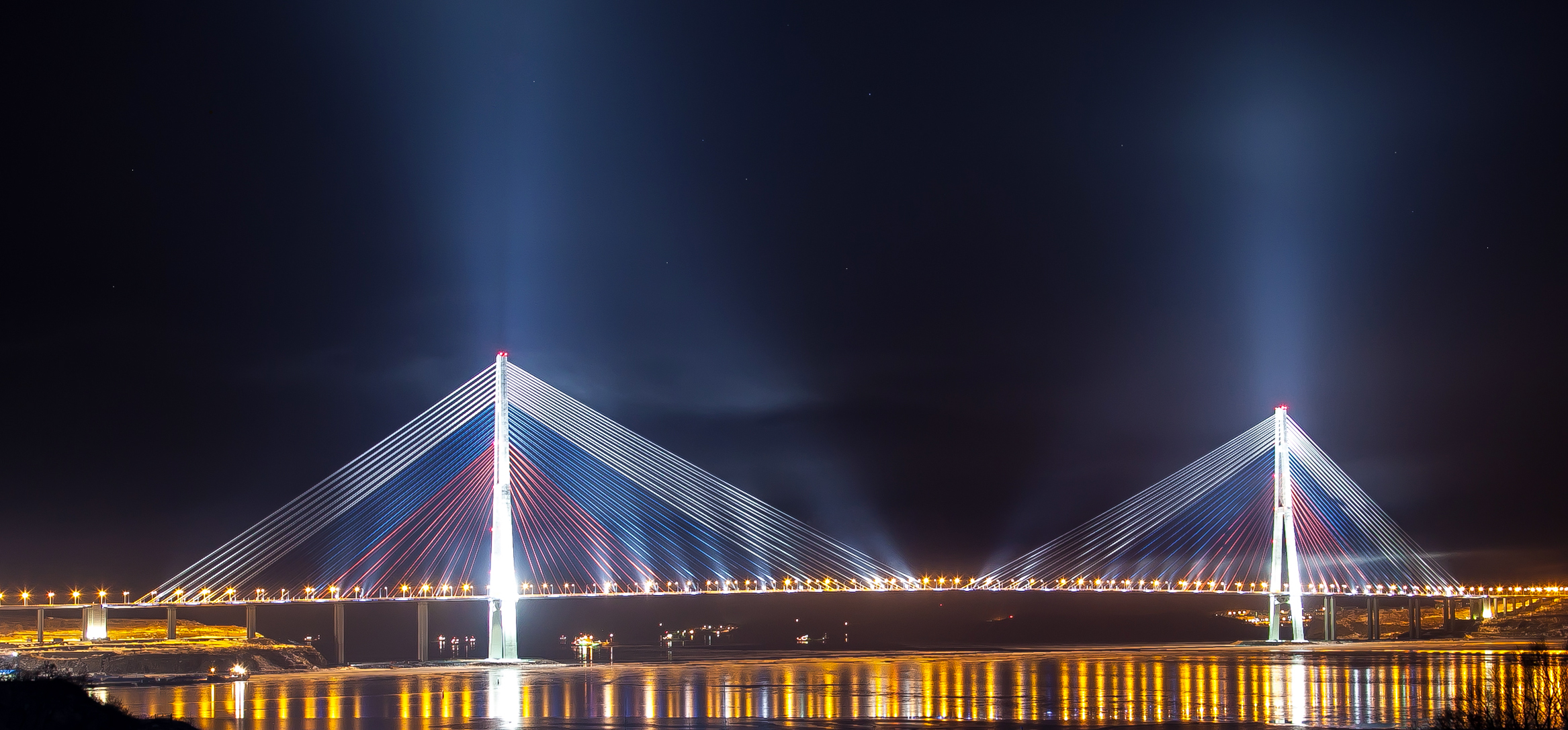
"Pont russe" à Vladivostok

L'ouvrage d'une longueur de 3 100 mètres relie Vladivostok à l'île Rousski par l'intermédiaire de la péninsule Sapiorny dans l'Extrême-Orient russe. Jusqu'à l'ouverture du pont Yavuz Sultan Selim à Istanbul en 2015, il s'agissait du pont à haubans ayant la plus longue portée au monde avec 1 104 m entre ses deux pylônes,. Son tablier est à 70 mètres au-dessus de la surface du détroit du Bosphore oriental.
Le pont autoroutier, à 2 × 2 voies, est constitué de pylônes d'une hauteur de 320 m sur lesquels sont reliés 168 haubans et 103 caissons d'acier orthotropes qui constituent le tablier. Il a été construit dans des conditions de températures extrêmes allant de 37 °C l'été à −31 °C l'hiver.

## Construction
Il est réalisé par les entreprises russes SK Most et Mostovik entre le 3 septembre 2008 et le 12 avril 2012. Le dernier élément de la travée principale, long de 12 mètres, est mis en place dans la nuit du 11 au 12 avril.
Le 2 juillet 2012, le pont est inauguré par le Premier ministre Dimitri Medvedev et ouvert à la circulation le 1er août suivant. Son coût s'élève à 33,9 milliards de roubles (867 millions d'euros).

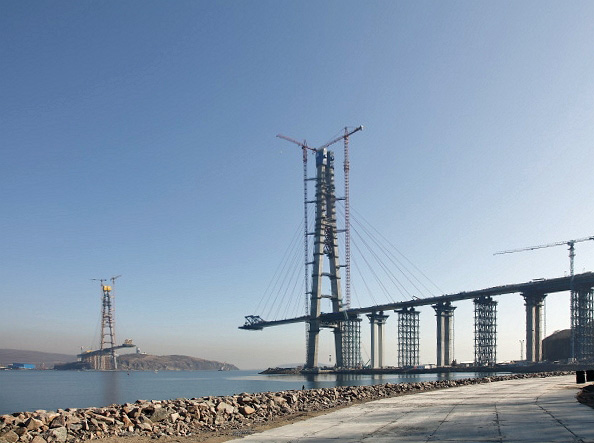
Pont de l'île Rousski en cours de construction.

## Postérité

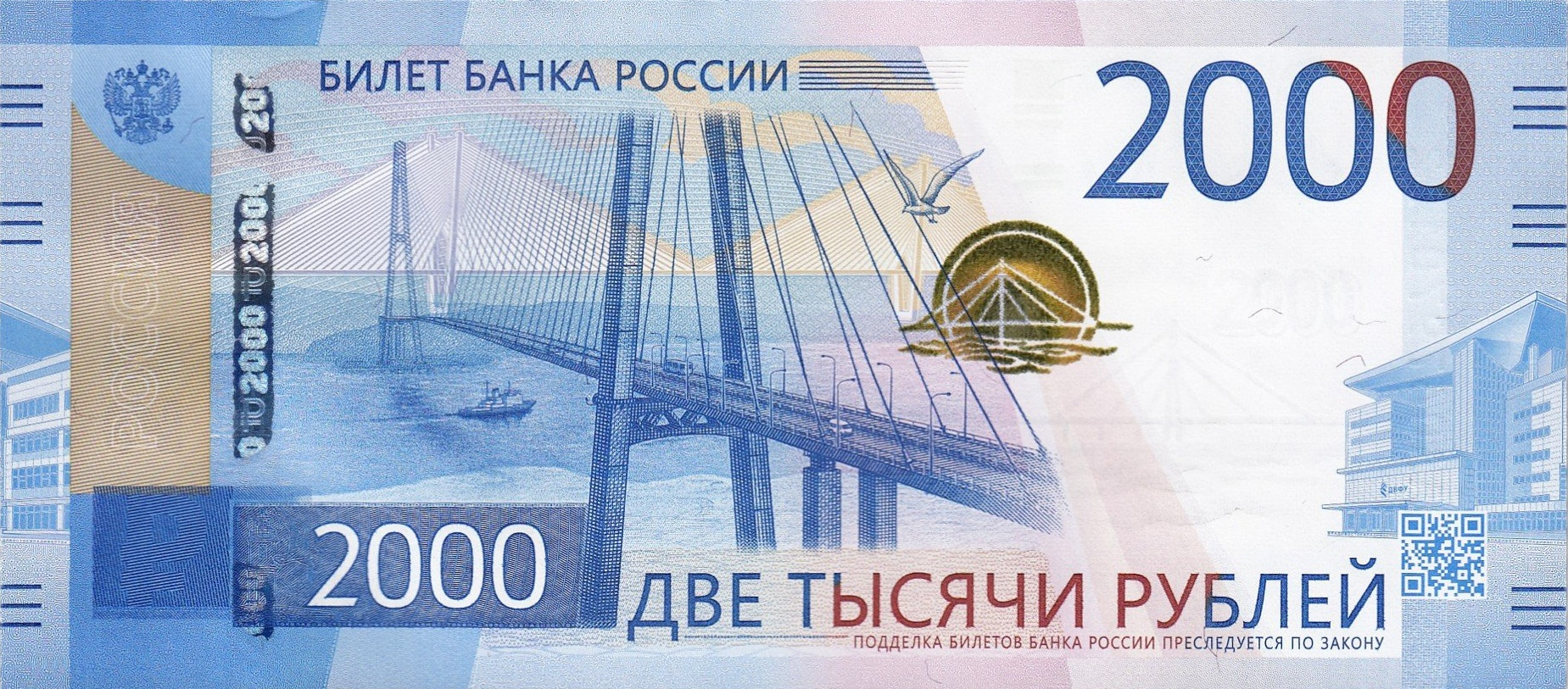
Billet de 2000 roubles russes figurant le pont.

Le pont figure sur les billets de 2 000 roubles.